# Bianca Castafiore
Pour les articles homonymes, voir Castafiore.
Bianca Castafiore, dite la Castafiore, est une cantatrice et personnage récurrent des Aventures de Tintin, imaginé par Hergé, qui a sauvé la vie du héros à plusieurs reprises, sans pour autant lui donner le goût du bel canto.
Archétype de la diva italienne, personnalité mondialement célèbre, pleine d'à-propos, intègre, courageuse et généreuse, mais aussi distraite, émotive et susceptible, la Castafiore intervient aux moments les plus inattendus et rend de précieux services à Tintin et Haddock, dans une relation qui contribue aux ressorts comiques de ses apparitions.

## Présentation
Bianca Castafiore est une cantatrice italienne de renommée internationale, surnommée le Rossignol milanais par la presse. La Castafiore est constamment accompagnée dans ses pérégrinations par son pianiste Igor Wagner, ainsi que par sa camériste Irma, avec lesquels elle n'a que des rapports professionnels, quoiqu'elle n'hésite pas à prendre la défense d'Irma lorsque les Dupondt accusent cette dernière de vol. Elle possède de nombreux bijoux dont une émeraude de grand prix, offerte par le maharadjah de Gopal, qui lui sera dérobée, et un collier de perles sans grande valeur, de marque Tristan  Bior, qu'elle casse dans le parc de Moulinsart.
Grande, blonde, le visage fin et le buste avantageux, la Castafiore est dotée d'une voix puissante de chanteuse d’opéra, un art dont Tintin et le capitaine Haddock ne sont pas spécialement amateurs. Le cinéaste Patrice Leconte parle de ”tsunami de décibels" dans un livre de 2023, émanant d’une femme "maternelle et affectueuse, si prompte à serrer qui que ce soit sur son coeur" et dont "on ne sait pas si elle chante juste".
Son morceau de bravoure — le seul et unique qu'elle interprète durant les sept albums où elle participe aux aventures de Tintin — est l’Air des bijoux, chanté par Marguerite dans l'opéra Faust de Charles Gounod, mais elle obtient aussi un succès triomphal (quinze rappels) à la Scala de Milan dans La gazza ladra, de Gioachino Rossini. Toutefois, les autres héros ne semblent guère apprécier son art vocal. Tintin, qu'elle a pris en auto-stop, préfère continuer à pied plutôt que de subir plus longtemps sa voix. Le capitaine Haddock a, lui aussi, une aversion pour ce type d'air d'opéra, bien que la cantatrice le poursuive par son chant, en personne ou sur les ondes, et ce à travers toute la planète, jusque dans l'Himalaya. Cependant, la Castafiore éprouve pour lui une certaine affection, malgré sa difficulté à retenir le nom exact du capitaine : « Karpock », « Kodak », « Harrock » (« Harrock'n roll » complète ce dernier), etc. En retour, le capitaine Haddock ne manque pas de parler d'elle dans son dos par « Castafiole », « Catastrophe » et « Castapipe ». La Castafiore appelle également Séraphin Lampion « monsieur Lanterne », « monsieur Lampadaire » et « monsieur Lampiste », lequel écorche le nom de la cantatrice en « Castagnette ». Nestor, le majordome du château de Moulinsart, devient tour à tour « Norbert » et « Prosper ». Le professeur Tournesol se fait quant à lui appeler « professeur Tournedos » et son expédition sur la Lune est confondue avec des « voyages en ballon ».
Dans L'Affaire Tournesol, son aide s'avère décisive pour Tintin et le capitaine Haddock, à qui elle fournit cachette et déguisement. Elle fait même montre d'un sang-froid et d'un sens de l'à-propos remarquables. Ainsi, lorsque le colonel Sponsz s'assied sur la casquette oubliée par le capitaine Haddock, elle invente aussitôt une histoire tout à fait crédible pour expliquer la présence d'un tel couvre-chef dans sa loge. 
Elle a auparavant sauvé Tintin dans Le Sceptre d'Ottokar en ne le dénonçant pas aux autorités syldaves et tire involontairement Tintin et Haddock des griffes du marquis di Gorgonzola dans Coke en stock. Tintin et le capitaine Haddock lui doivent donc plusieurs fois la vie.
L'apparente phobie du capitaine Haddock pour l'univers du bel canto conduira à une fameuse vignette parue dans les Bijoux de la Castafiore : le capitaine Haddock y est représenté, endormi et rongé par les soucis liés à l'envahissement du château de Moulinsart, faisant un cauchemar dans lequel il se voit, torse nu et le visage écarlate, assis au premier rang d'un parterre de perroquets en habits de soirée, assistant au déchaînement lyrique, sur la scène, d'une Castafiore à tête et ailes de perroquet.
Après la parution d'un article dans Paris-Flash annonçant par erreur et à cause d’un malentendu qu'elle va épouser le capitaine Haddock, la Castafiore révèle que la presse l'a déjà faussement fiancée, entre autres, au maharadjah de Gopal, au baron Halmaszout, au colonel Sponsz et au marquis di Gorgonzola.
La Castafiore inspire au Professeur Tournesol, sur qui elle a fait une forte impression, le nom de la nouvelle variété de rose immaculée qu'il vient de créer.
Une place de la ville d'Amsterdam porte son nom, la Bianca Castafioreplein.

## Inspiration
Il est impossible que Maria Callas et Renata Tebaldi aient servi de modèles pour ce personnage,, leur carrière ayant débuté après l'arrivée de la Castafiore dans Le Sceptre d'Ottokar. Emma Calvé qui interpréta l'Air des bijoux en 1882, ou Aino Ackté auraient pu inspirer Hergé dont une tante surnommée Ninie, accompagnée au piano, régalait la famille du dessinateur des puissantes modulations de sa voix perçante. En 2007, Bruno Costemalle émit l'hypothèse que le personnage de la Castafiore pût aussi être inspiré de l'inénarrable (et catastrophique) soprano américaine Florence Foster Jenkins ayant la réputation de chanter faux, mais Hergé n'a semé aucun indice, dans les albums, qui indiquerait que la Castafiore eût pu chanter faux ou avoir cette réputation.
Clara Clairbert, née à Saint-Gilles (Bruxelles) le 21 février 1896 et morte à Bruxelles le 16 août 1970, est une soprano belge également parfois évoquée comme source d'inspiration d'Hergé. On peut lire ce détail sur l'épitaphe de sa pierre tombale au cimetière de Bruxelles.
La Castafiore est le seul personnage féminin de premier plan de la série Tintin. La signification de son nom (« Blanche Chaste Fleur ») est tout un programme. Attribuer ce type de rôle à un personnage chaste (et castrateur) a valu à Hergé quelques accusations de misogynie et de machisme. On a également suggéré que Hergé lui-même détestait l'opéra. Cependant, le rejet par Hergé de l'art lyrique semble un peu contradictoire avec la présence dans son équipe, dans les années 1940, d'Edgar P. Jacobs, ancien chanteur lyrique, avec lequel les rapports d'amitié continueront au-delà du Temple du Soleil. Et Hergé devait connaître l'opéra, comme en témoigne la plaisanterie de l'affiche en page 2 du Trésor de Rackham le Rouge annonçant Rino Tossi dans Boris Godounov (un opéra où le rôle principal est tenu par une basse, alors que Tino Rossi était un ténor chanteur d'opérettes).

## Le personnage dans la série
Bianca Castafiore apparaît ou est citée dans dix albums des Aventures de Tintin, mais ses interventions sont le plus souvent limitées à quelques cases. Si ses premières apparitions sont espacées, elle est un des personnages récurrents des derniers albums de la série. Elle joue notamment le premier rôle dans Les Bijoux de la Castafiore, ce qui en fait d'ailleurs le seul personnage de la série, avec le professeur Tournesol, dont le nom figure dans le titre d'un album. Par ailleurs, la Castafiore figure dans le film Tintin et les Oranges bleues, ainsi que dans les films d'animation Tintin et le Lac aux requins et Les Aventures de Tintin : Le Secret de La Licorne.

### Entrée dansLe Sceptre d'Ottokar
Bianca Castafiore fait son apparition le 5 janvier 1939, dans la 43e planche de la version originale du Sceptre d'Ottokar, la huitième aventure de la série, lorsque sa voiture, qui se dirige vers Klow, prend Tintin en auto-stop. 
Assise à l'arrière du véhicule, au côté de son pianiste Igor Wagner qui ne sera nommé que dans d'autres albums plus tard, elle indique à Tintin qu'elle doit se produire le soir même au Kursaal de Klow, et se met à chanter pour lui l'Air des bijoux, extrait du Faust de Charles Gounod. Effrayé par le volume sonore du chant de la cantatrice, qui pourrait briser les vitres de la voiture, Tintin  regarde sans rien dire celles-ci, et la marque Securit le rassure sur leur solidité.. Puis, il préfère descendre du véhicule quand celle-ci propose de poursuivre son récital, ou plus simplement car il sait que ses poursuivants risquent de contrôler l’intérieur de la voiture où circule la Castafiore, pour le retrouver, ce qui se produit dès la case suivante 
.
Cette scène est reprise à l'identique dans la 28e planche de l'édition en couleurs. Dans la planche suivante, le héros, qui passe la nuit en prison après son arrestation par la gendarmerie syldave, entend de nouveau le fameux air, retransmis par la radio Klow PTT que son geôlier écoute dans son bureau. C'est d'ailleurs à cette occasion que le nom de la cantatrice est cité pour la première fois. La dernière vignette de cette planche montre la Castafiore sur scène, donnant un récital devant un large public. Le volume de sa voix semble même surprendre l'un des musiciens, au visage effaré.
La cantatrice fait une dernière apparition dans la 38e planche : elle se produit dans le grand salon du palais royal, devant Muskar XII et sa cour, quand Tintin, qui veut avertir le roi du complot qui se trame contre lui, entre par effraction. Bouleversée par cette apparition soudaine, la Castafiore s'évanouit,.
Au terme de cet album, où la cantatrice fait une entrée remarquée et où elle est présente dans neuf vignettes, rien n'indique qu'elle deviendra dans les derniers albums l'un des personnages récurrents de la série.

### Apparitions furtives
La Castafiore tarde à s'installer dans l'univers de Tintin. Les lecteurs la retrouvent dans Les Sept Boules de cristal, la treizième aventure de la série : elle se produit sur la scène du music-hall de Bruxelles où le capitaine Haddock a conduit Tintin pour percer le secret de l'illusionniste Bruno, capable de changer l'eau en vin. Au jeune reporter, qui dit l'avoir rencontrée en Syldavie, Haddock répond : « Je ne sais pas pourquoi, mais chaque fois que je l'entends, je pense à ce cyclone qui s'est un jour abattu sur mon bateau, alors que je naviguais dans la mer des Antilles ». Milou, qui goûte aussi peu que son maître les qualités vocales de la Castafiore, interrompt le récital par ses aboiements. Tandis que les héros quittent la salle, la cantatrice reprend sa performance.
Dans les albums suivants, Bianca Castafiore est citée plusieurs fois sans jouer de rôle majeur. Dans Tintin au pays de l'or noir, Tintin l'entend à la radio quand il se trouve chez son ami le marchand portugais Oliveira da Figuera. Dans Objectif Lune, elle est imitée par le capitaine Haddock qui trouve un air de ressemblance entre le tableau de commande de la fusée et un piano : le marin entonne le célèbre Air des bijoux que le professeur Tournesol prend pour une sirène d'alarme. Dans Tintin au Tibet, vingtième album de la série, la Castafiore réalise une nouvelle apparition surprise à la radio. Alors qu'ils s'apprêtent à passer leur première nuit de bivouac, Tintin et le capitaine sont réveillés par le transistor de leurs coolies, installés dans une tente voisine, qui retransmet un concert de la cantatrice.

### Amie de Tintin
Le véritable retour de Bianca Castafiore se produit dans L'Affaire Tournesol, la dix-huitième aventure de la série. Bien qu'elle ne soit encore une fois qu'un personnage secondaire, présente sur trois planches seulement, la cantatrice joue un rôle déterminant dans l'intrigue : elle sauve deux vies, celle des deux héros, et leur permet d’en sauver rapidement une troisième de manière inespérée : à la fin de sa prestation sur la scène de l'opéra de Szohôd, elle reçoit dans sa loge Tintin et le capitaine Haddock et les cache précipitamment dans sa penderie quand survient le colonel Sponsz, chef de la police bordure à la recherche des deux héros. Tout acquis au charme de la cantatrice, ce dernier lui révèle qu'il détient le professeur Tournesol à la forteresse de Bakhine. Tintin et le capitaine mettent la main sur l'ordre de libération de leur ami, dissimulé dans une poche de manteau de Sponsz.
Dans l'album suivant, Coke en stock, elle apporte une nouvelle fois son aide, sans le savoir, à Tintin. Alors que le capitaine et ce dernier sont recueillis à bord du Shéhérazade, elle s'élance vers eux et prononce le nom du propriétaire du yacht, le marquis di Gorgonzola, qui n'est autre que Roberto Rastapopoulos et qui souhaitait pourtant garder l'anonymat. Son intervention, qui s'étale sur une seule planche, revêt un intérêt particulier sur le plan de la narration car les héros prennent connaissance grâce à elle d’une information capitale pour leur sécurité.

### Une place plus importante dans trois des quatre derniers albums
Tandis que les apparitions de la cantatrice sont de plus en plus fréquentes, Hergé lui offre le premier rôle dans Les Bijoux de la Castafiore. Ce vingt-et-unième épisode des Aventures de Tintin est aussi le plus déroutant, une « anti-aventure » dans laquelle les héros sont réduits à l'inaction et contraints de subir la présence de la Castafiore qui « envahit tout l'espace du château par son chant et ses cris, comme par ces médias qu'elle prétend fuir et dont elle ne peut se passer ».
Dans une moindre mesure, la Castafiore occupe une nouvelle fois le devant de la scène dans Tintin et les Picaros, le dernier album achevé de la série. C'est du moins son arrestation au San Theodoros, en compagnie de son pianiste Igor Wagner, de sa femme de chambre Irma et des Dupondt chargés de veiller à sa sécurité, qui sert de moteur à l'intrigue. Elle est accusée par le dictateur de ce pays d'Amérique du Sud, le général Tapioca, de prendre part à un complot fomenté par le capitaine Haddock et Tintin pour tenter de le renverser. Emprisonnée dans les geôles santhéodoriennes au terme d'un simulacre de procès, comme ses camarades, elle est tout à sa joie d'être libérée par les deux héros, soutenus par leur ami de longue date, le général Alcazar. Albert Algoud résume que « la Castafiore, qui n'était qu'un accessoire de l'histoire depuis Le Sceptre d'Ottokar, en est devenue le moteur ». Il est à noter que dans cet album, lors de sa libération, la Castafiore se jette dans les bras du capitaine Haddock et non de Tintin, capitaine auquel elle a précisément déjà été fiancée par le magazine « Paris-Flash ».
Un autre rôle important attend Bianca Castafiore dans le scénario de Tintin et l'Alph-Art, qu'Hergé ne peut cependant mener à son terme avant sa mort. C'est en effet sur les conseils de la cantatrice que le capitaine Haddock fait l'acquisition d'une sculpture en forme de « H » de l'artiste Ramo Nash. La Castafiore est en fait sous l'emprise du mage Endaddine Akass, à l'origine d'un trafic de faux tableaux et qui a juré de faire disparaître Tintin sur l'île d'Ischia.

## Analyse

### Une évolution positive au fil de la série
Pour la première apparition de Bianca Castafiore, dans Le Sceptre d'Ottokar, Hergé la présente sous un aspect ridicule. Il affuble cette grande dame, blonde et opulente, d'un costume de bourgeoise allemande de la Renaissance,. Le critique Nicolas Rouvière note cependant qu'elle évolue positivement au cours de la série. Dans L'Affaire Tournesol, elle abandonne selon lui « son caractère de dondon casse-tympan »: si elle n'a rien perdu de son extravagance, elle n'est pas moquée pour autant, et joue même un rôle décisif, bien qu'indirect, dans la libération du professeur Tournesol. En cachant Tintin et Haddock dans sa loge juste avant l'entrée du colonel Sponsz, elle démontre à la fois son habileté et sa détermination, feignant la sottise pour aider ses deux amis, ce qui conduit la philosophe Manon Garcia à en faire « une figure de la ruse féminine ». L'écrivaine Françoise Mallet-Joris juge qu'Hergé « se rachète » également dans Tintin et les Picaros en mettant en scène la courageuse attitude de la Castafiore pendant son simulacre de procès.

### La Castafiore et la place des femmes dans l'univers de Tintin
Selon l'universitaire Jean-Marie Apostolidès, la Castafiore n'est « qu'un exemple de ces grosses dames encombrantes que Tintin croise sur sa route et qu'il ne supporte pas, tant elles incarnent à ses yeux une dimension maternelle qu'il cherche à fuir ».

## Interprétations
Caroline Cler est la première interprète de Bianca Castafiore, dans le feuilleton radiophonique de près de 500 épisodes produit entre 1959 et 1963 par Nicole Strauss et Jacques Langeais pour la radiodiffusion-télévision française et proposé à l'écoute sur la station France II-Régional,.
En 1964, dans le téléfilm L'Affaire Tournesol, septième et dernier volet de la série animée Les Aventures de Tintin, d'après Hergé, produit par la société Belvision et réalisé par Ray Goossens, c'est la comédienne Lita Recio qui lui prête sa voix,. 
Au cinéma, la même année, Jenny Orléans joue le rôle de la cantatrice dans Tintin et les Oranges bleues, mais c'est Micheline Dax qui lui prête sa voix pour le chant. Dans ce film, Tintin et Haddock échappent à la police grâce à la cantatrice. Dax assure également le doublage de la Castafiore dans Tintin et le Lac aux requins en 1972, qui dupe les poursuivants de Tintin en grimant son pianiste Igor pour qu'il ressemble au reporter, avant de danser avec le capitaine Haddock dans la fête se déroulant à la fin du film.
Dans la série télévisée d'animation Les Aventures de Tintin, réalisée en 1991, Bianca Castafiore est doublée dans les neuf épisodes dans lesquels elle apparaît par la comédienne Marie Vincent,.
Dans le film de Steven Spielberg, Les Aventures de Tintin : Le Secret de La Licorne, sorti en 2011, la cantatrice est interprétée par Kim Stengel en capture de mouvement tandis que la voix française est assurée par Véronique Alycia. Elle est utilisée à son insu comme « arme secrète » (dans les transcriptions radio, elle est désignée sous son surnom de Rossignol Milanais) par Ivan Ivanovitch Sakharine afin de lui permettre de dérober la maquette de La Licorne, possédée par le cheikh Omar Ben Salaad dans sa demeure de Bagghar. En effet, au cours du récital donné par la cantatrice au cheikh et à plusieurs invités (dont Tintin, Haddock et Milou, les deux derniers ne supportant pas bien le son du chant au point même que le capitaine sera amené à quitter précipitamment la salle), son chant fait entrer en résonance et briser plusieurs objets en verre ou en cristal (les coupes de champagne, les lunettes du cheik et deux lustres, qui tombent au sol), pour que finalement l'ultime note vienne à bout de la vitrine blindée contenant la maquette, qui explose en éclats après avoir vibré dangereusement pendant le dernier mouvement de la prestation. Juste après, quand Sakharine envoie son faucon récupérer le parchemin dans la maquette, ce dernier effraie brièvement la Castafiore en passant au dessus d'elle. 
Le personnage apparaît sur scène le 1er avril 2000, incarnée par la soprano Michèle Lagrange, au Grand-Théâtre de Bordeaux, dans un spectacle de Numa Sadoul intitulé Bianca Castafiore, le récital. Ce spectacle est retransmis en direct à la télévision sur la chaîne Mezzo, ainsi qu'en léger différé sur France 3.
Au théâtre, dans une adaptation des Bijoux de la Castafiore mise en scène par la compagnie Am Stram Gram de Genève en 2001, Kathia Marquis joue le rôle de la cantatrice, au milieu d'une vingtaine de comédiens. En 2015, ce même album est adapté en un opéra par l'association belge « Opéra pour Tous » qui en donne huit représentations au château de La Hulpe. Les paroles, tirées du texte d'Hergé, sont mises en musiques sur des airs classiques d'opéras de Charles Gounod, Gioachino Rossini, Giuseppe Verdi ou encore Jacques Offenbach. La mise en scène est assurée par François de Carpentries tandis que la soprano belge Hélène Bernardy prête sa voix au personnage de Bianca Castafiore,. Le caractère éruptif et la taille gironde de Bianca Castafiore ont également inspiré Miss Badessa dans son spectacle « La diva dragmatica ».
Enfin, en 2020, une nouvelle adaptation radiophonique des Bijoux de la Castafiore est enregistrée puis diffusée du 26 au 30 octobre par France Culture, en coproduction avec la Comédie-Française et la société Moulinsart. La Castafiore est alors interprétée par Sylvia Bergé. 

## Mise à l'honneur de Bianca Castafiore
L'astéroïde (1683) Castafiore de la ceinture principale découvert le 19 septembre 1950 a été nommé en son honneur.